# Benny Wenda
Benny Wenda (ur. 1975) – papuaski aktywista, działacz na rzecz niepodległości Papui Zachodniej.

## Życiorys
Pochodzi z ludu Lani. Urodził się w miejscowości Pyramid. Znaczna część jego krewnych zginęła podczas nalotów indonezyjskich na osiedla tubylcze. Działał w Organizacji Wolnej Papui, został skazany na 25 lat więzienia. Uciekł z zakładu karnego w 2003, w tym samym roku uzyskał azyl polityczny w Wielkiej Brytanii.
Wraz z żoną założył zespół Lani Singers. Wykonywane przez tę formację utwory nawiązują do historii i kultury Papuasów.